# Nunzio (artista)
Nunzio, pseudonimo di Nunzio Di Stefano (Cagnano Amiterno, 14 maggio 1954), è un artista, scultore e scenografo italiano.

## Biografia
Nunzio Di Stefano nasce nel 1954 a Cagnano Amiterno, in provincia dell'Aquila. Studia all'Accademia di Belle Arti di Roma, diplomandosi nel 1977 al corso di Scenografia tenuto da Toti Scialoja, dove è allievo anche di Alberto Boatto.
Dopo un lungo viaggio negli Stati Uniti nel 1978, tiene la prima mostra personale nel 1981 alla Galleria Spatia di Bolzano, presentato in catalogo da Gabriella Drudi. Figura quindi nel 1982 nella mostra Lapsus alla Galleria La Salita a Roma. Al novembre 1983 risale l'incontro con Fabio Sargentini, titolare della galleria L'Attico, che dopo la chiusura nel 1978, riapre nel 1984 proprio con la personale di Nunzio in cui riunisce undici sculture di grandi dimensioni in gesso dipinto; Giuliano Briganti scrive il testo in catalogo.
Del marzo 1985 è la prima personale a New York, da Annina Nosei. Alla XLII Biennale di Venezia, dove fa il suo esordio con tre opere, Talismano, Meteora e Odissea (ispirata alla narrazione dantesca), Nunzio, presente nella sezione Aperto '86, vince il Premio 2000 come miglior giovane artista. Gessi e legni combusti sono riuniti nel 1987 nella personale della Galleria Civica di Modena. Nel 1989 vince il Premio Ubu per la migliore scenografia per Le troiane di Euripide, con la regia di Thierry Salmon e le musiche di Giovanna Marini, rappresentazione teatrale andata in scena a Gibellina al Teatro dei Ruderi nel settembre 1988.
Negli anni '80 gli appuntamenti espositivi si susseguono fitti in Italia e all'estero. Tra questi: nel 1985, L'Italie aujourd'hui al Centre National d'Art Contemporain di Nizza, Nuove trame dell'arte al Castello Colonna di Genazzano, Anniottanta alla Galleria Comunale di Bologna, Nouvelle Biennale de Paris alla Grande Halle de la Villette a Parigi; nel 1986, Aspekte der Italienischen Kunst, mostra itinerante che tocca varie città tedesche, The Sixth Biennale of Sydney e l'XI Quadriennale di Roma, alla quale parteciperà anche nel 1996; nel 1989, Prospekt '89 a Francoforte, e  Ateliers. Roma Compostela. Os novos romanos a Santiago de Compostela e a Madrid.
Nel 1990 espone nei musei di Barcellona, Madrid, Toronto e Bruxelles; nel 1991 è invitato da Lóránd Hegyi a Roma interna al Museum Moderner Kunst Stiftung Ludwig di Vienna. Del 1991 è Confini alla Galleria dell'Oca a Roma, la prima personale interamente dedicata ai lavori su carta; la seconda, nel 2006, sarà un'esposizione itinerante negli Istituti Italiani di Cultura a Los Angeles, San Francisco e Vancouver. Nel 1992 partecipa alla III Biennale internazionale di Istanbul e nel 1993, nell'ambito del XXXVI Festival dei Due Mondi a Spoleto, espone quattro installazioni all'interno della chiesa di Santa Maria della Manna d'Oro.
Del 1994 è la prima personale in Giappone, alla Kodama Gallery di Osaka, cui segue la partecipazione alla II Biennale di Fujisankei nel 1995, dove la sua scultura Ombre, collocata negli spazi dell'Hakone Open-Air Museum, vince il Prize for Excellence. Sempre del 1995 è la mostra in Villa delle Rose a Bologna che ripercorre il lavoro dell'ultimo decennio. Nello stesso anno è invitato da Jean Clair alla XLVI Biennale di Venezia con una sala personale; gli viene assegnata una Menzione d'Onore. Nel frattempo inizia la collaborazione con la Galerie Alice Pauli di Losanna, dove tiene tre personali nel 1997, 2001 e 2010. In Italia sue esposizioni sono alla Galleria Fumagalli di Bergamo nel 2000, in occasione della quale esce una monografia, e da Giorgio Persano a Torino dal 2004. Nel 1998 riceve il Premio “Presidente della Repubblica” attribuito dall'Accademia Nazionale di San Luca a Roma.
Del 2005 è l'antologica al MACRO di Roma, a cura di Danilo Eccher. Nell'inverno 2005-2006 tiene la prima personale alla Galleria dello Scudo a Verona, curata da Lea Vergine, dove presenta una serie di installazioni in legno combusto che creano nuovi e stranianti spazi. La galleria veronese dedicherà all'artista una seconda personale nel dicembre 2011, Pentagramma, con opere su carta eseguite nell'arco degli ultimi sei anni.
Sue mostre personali si tengono nel 2006 al Museo d'Arte Contemporanea di Belgrado, a cura di Bruno Corà, nel 2012 al Museum Biedermann di Donaueschingen e, nel 2016, al Museo Riso di Palermo e alla Pinacoteca Provinciale di Teora. Nel 2017 figura nella rassegna Italia al Forte di Belvedere e Palazzo Marino Marini a Firenze; quindi, del 2018 è la personale Nunzio - Giallo di Napoli Nero pece Blu cobalto alla Galleria CasaMadre di Napoli. Nel febbraio 2019 è invitato da Anna-Maria Ehrmann-Schindlbeck alla Galerie der Stadt di Tuttlingen per una personale dal titolo Skià.
La mostra Nunzio incontra/meets Perugino alla Galleria Nazionale dell'Umbria a Perugia, nell'inverno 2022-2023, propone un inedito confronto con il maestro del Rinascimento italiano. Tra ottobre e dicembre 2024 alcuni lavori di grande formato sono installati nella Chiesa della Confraternita del SS. Nome di Gesù a Vigone, nei dintorni di Torino, in una esposizione presentata in catalogo da Elena Giulia Abbiatici. Dell'inverno 2024-2025 è la personale Nunzio anni ottanta, dalla collezione Fabio Sargentini a Verona alla Galleria dello Scudo, presentata in catalogo da Claudio Spadoni ed Elena Giulia Abbiatici.